# Arma Konda
Der ca. 1680 m hohe Arma Konda, auch Sitamma Konda oder Devodi Munda ist der höchste Berg im südindischen Bundesstaat Andhra Pradesh und in den gesamten Ostghats.

## Lage
Der Arma Konda liegt im Nordwesten des Bundesstaats Andhra Pradesh nur wenige Kilometer südlich der Grenze zum Bundesstaat Odisha. Die Millionenstadt Visakhapatnam befindet sich knapp 120 km südöstlich nahe der Küste des Golfs von Bengalen.

## Besteigung
Der Berg liegt in beinahe unbewohntem Gebiet; die nächstgelegene Siedlung ist das etwa 10 km entfernte Dorf Pandimetta an der Nationalstraße 516E. Er ist aber mit entsprechender Vorbereitung (Wanderschuhe, Wasser, Nahrung) relativ leicht zu besteigen.